# Horseheads North
Horseheads North és una concentració de població designada pel cens dels Estats Units a l'estat de Nova York. Segons el cens del 2000 tenia 2.852 habitants.

## Demografia
Segons el cens del 2000, Horseheads North tenia 2.852 habitants, 1.091 habitatges, i 833 famílies. La densitat de població era de 478,8 habitants per km².
Dels 1.091 habitatges en un 35,1% hi vivien nens de menys de 18 anys, en un 64% hi vivien parelles casades, en un 10% dones solteres, i en un 23,6% no eren unitats familiars. En el 18,9% dels habitatges hi vivien persones soles el 9,2% de les quals corresponia a persones de 65 anys o més que vivien soles. El nombre mitjà de persones vivint en cada habitatge era de 2,61 i el nombre mitjà de persones que vivien en cada família era de 3.
Per edats la població es repartia de la següent manera: un 26,6% tenia menys de 18 anys, un 5,4% entre 18 i 24, un 27,8% entre 25 i 44, un 25,6% de 45 a 60 i un 14,6% 65 anys o més.
L'edat mediana era de 40 anys. Per cada 100 dones de 18 o més anys hi havia 89,3 homes.
La renda mediana per habitatge era de 50.182 $ i la renda mediana per família de 54.419 $. Els homes tenien una renda mediana de 35.873 $ mentre que les dones 26.852 $. La renda per capita de la població era de 21.813 $. Entorn del 3,2% de les famílies i el 4,8% de la població estaven per davall del llindar de pobresa.